# Jugon-les-Lacs
Jugon-les-Lacs (bretonsko Lanyugon) je naselje in občina v francoskem departmaju Côtes-d'Armor regije Bretanje. Leta 2006 je naselje imelo 1.544 prebivalcev.

## Geografija
Kraj leži v pokrajini Bretaniji ob jezeru Grand étang de Jugon, 65 km severozahodno od središča Rennesa.

## Uprava
Jugon-les-Lacs je sedež istoimenskega kantona, v katerega so poleg njegove vključene še občine Dolo, Plédéliac, Plénée-Jugon, Plestan in Tramain s 7.200 prebivalci.
Kanton Jugon-les-Lacs je sestavni del okrožja Dinan.